# Кайыпов, Осконбай
Осконба́й Кайы́пов, другой вариант имени и фамилии — Ускенба́й Каи́пов (кирг. Өскөнбай Кайыпов; 1911 год — 6 сентября 1987 года, Майли-Сай, Ошская область, Киргизская ССР) — председатель колхоза имени Карла Маркса Ленинского района Джалал-Абадской области, Киргизская ССР. Герой Социалистического Труда (1957). Депутат Верховного Совета СССР 4-го созыва. Депутат Верховного Совета Киргизской ССР.

## Биография
В конце 20-х годов XX столетия участвовал в организации колхозного движения в Киргизии. С 1932 года работал в различных хозяйственных организациях.
В 1951 году избран председателем колхоза имени Карла Маркса Ленинского района.
Вывел колхоз в передовые сельскохозяйственные предприятия Ленинского района. В 1954 году площадь хлопковых колхозных полей составляла 800 гектаров. В 1954 году колхоз имени Карла Маркса сдал государству в среднем по 37,3 центнеров хлопка-сырца и в 1955 году — в среднем по 38,3 центнера хлопка-сырца с каждого гектара. Указом Президиума Верховного Совета СССР от 15 февраля 1957 года за выдающиеся успехи, достигнутые в деле увеличения производства сахарной свеклы, хлопка и продуктов животноводства, широкое применение достижений науки и передового опыта в возделывании хлопчатника, сахарной свеклы и получение высоких и устойчивых урожаев этих культур удостоен звания Героя Социалистического Труда с вручением ордена Ленина и золотой медали «Серп и Молот».
Член КПСС с 1941 года. Избирался депутатом Верховного Совета СССР 4-го созыва от Совета Национальностей (1954—1958) и Верховного Совета Киргизской ССР(1963—1967) от Ленинского избирательного округа.
С 1968 года — персональный пенсионер союзного значения. После выхода на пенсию проживал в городе Майли-Сай, где скончался в 1987 году.
Награды
- Орден Ленина — дважды